# Ретинген
Ретинген (њем. Röttingen) град је у њемачкој савезној држави Баварска. Једно је од 52 општинска средишта округа Вирцбург. Према процјени из 2010. у граду је живјело 1.675 становника. Посједује регионалну шифру (AGS) 9679182.

## Географски и демографски подаци
Ретинген се налази у савезној држави Баварска у округу Вирцбург. Град се налази на надморској висини од 243 метра. Површина општине износи 27,2 km². У самом граду је, према процјени из 2010. године, живјело 1.675 становника. Просјечна густина становништва износи 62 становника/km².

## Међународна сарадња
| Мјесто         | Држава   | Врста сарадње | Од    |
| -------------- | -------- | ------------- | ----- |
| Бад Митерндорф | Аустрија | партнерство   | 2000. |
| Извор          |          |               |       |